# Willem Frijhoff
Willem Frijhoff (Zutphen, 31 mei 1942 – Rotterdam, 5 april 2024) was een Nederlands (cultuur)historicus. Hij leverde een bijdrage aan de introductie van de mentaliteitsgeschiedenis in de traditie van het Franse historische tijdschrift Annales in Nederland. Door zijn vernieuwende ideeën en zijn grote aantal promovendi heeft hij een bepalende invloed op de beoefening van de cultuurgeschiedenis in Nederland gehad.

## Leven
Frijhoff studeerde van 1960 tot 1966 filosofie en theologie op het grootseminarie van het bisdom Utrecht. Vanaf 1966 t/m 1971 studeerde hij geschiedenis en sociale wetenschappen in Parijs, eerst aan de Sorbonne, vervolgens aan de Paris I en IV universiteiten en aan de École des Hautes Etudes en Sciences Sociales (EHESS). Van 1971 tot 1981 was hij als medewerker verbonden aan de EHESS waar hij professor Alphonse Dupront assisteerde. Vanaf 1977 werkte hij tevens op de geschiedenisonderwijsafdeling van het Institut national de recherche pédagogique (INRP). In 1981 promoveerde hij aan de Universiteit van Tilburg. Van 1981 tot 1983 was hij daar wetenschappelijk medewerker.
Van 1983 tot 1997 was hij hoogleraar maatschappijgeschiedenis aan de Erasmus Universiteit te Rotterdam en vervolgens van 1997 tot 2007 als hoogleraar geschiedenis van de Nieuwe Tijd verbonden aan de Vrije Universiteit te Amsterdam. Hier was hij de opvolger van A.Th. van Deursen. Van 2002 tot 2006 was hij ook decaan van de faculteit. In 2007 ging Frijhoff met emeritaat.
Frijhoff huwde met de Franse journaliste Sabine de Mezamat de Lisle. Het echtpaar kreeg een dochter, geboren in 1985. Als Willem Vreeburg wordt hij opgevoerd in de sleutelroman Het Bureau van J.J. Voskuil. Hij overleed in 2024 op 81-jarige leeftijd.

## Werk
Zijn wetenschappelijke belangstelling ging uit naar historische processen van cultuuroverdracht (opvoeding, onderwijs, leescultuur), naar het collectief geheugen, beeldvorming en identiteit van personen, groepen en steden. Verder naar thema's uit de historische antropologie (magie, bedevaart, gezondheid, lichaam, wonder), naar vormen van religieuze beleving in de Vroegmoderne Tijd, de historische rol van het Frans buiten Frankrijk en naar culturele Frans-Nederlandse relaties. Hij publiceert in het Frans, Nederlands en Engels.
Frijhoff was zowel hoofdredacteur geweest van de geschiedenis van zijn geboortestad Zutphen als van die van Dordrecht. Daarnaast was hij redacteur van de geschiedenis van Amsterdam, deel 2A en 2B.
Frijhoff had sterke affiniteit met het onderzoek op het Meertens Instituut in Amsterdam. Hij was er van 1986 tot 1995 voorzitter van de wetenschapscommissie. Van daaruit bepaalde hij ook mede de vernieuwing van het onderzoek in 1997 en benadrukte het wetenschappelijk belang van het onderzoek naar de dagelijkse taal en cultuur in Nederland. Hij was er verder voorzitter van de Stichting onderzoek magie en toverij (1985-1995) en adviseur bij het project Bedevaartplaatsen in Nederland (1994-2000).

## Erkenning
In 1998 kreeg Frijhoff een eredoctoraat van de universiteit van Bergen.
In 2010 won hij de Descartes-Huygensprijs, een onderscheiding van de Koninklijke Nederlandse Akademie van Wetenschappen, voor zijn onderzoek en zijn bijdrage aan de Nederlands-Franse samenwerking. In 2021 werd hij benoemd tot erelid van de Historische Vereniging Zutphen. Dat gebeurde vrijdag 12 november op een symposium in de Sint-Walburgiskerk ter gelegenheid van het veertigjarige bestaan van de vereniging.

## Werken
- La société neerlandaise et ses gradués, 1575-1814, Amsterdam, 1984
- ‘Van ‘Histoire de l’église’ naar ‘Histoire religieuse’. De invloed van de ‘Annales’-groep op de ontwikkeling van de kerkgeschiedenis in Frankrijk en de perspectieven daarvan voor Nederland, Nederlands Archief voor Kerkgeschiedenis 61 (1981) 113-153.
- Impasses en beloften van de mentaliteitsgeschiedenis, in: Tijdschrift voor Sociale Geschiedenis 10 (1984), pp. 406-437
- Religie, geloof en kerk, Tijdschrift voor Nederlandse Kerkgeschiedenis 6 (2003), 3-13
- De Rotterdamse cultuur in elf spiegels, i.s.m. A.D. de Jonge en M.D. de Wolff
- Nederland betoverd, Bataafsche Leeuw, 1987 ISBN 978-906-707-158-1
- Wegen van Evert Willemsz. Een Hollands weeskind op zoek naar zichzelf 1607-1647, 1995
- Geschiedenis van Dordrecht (redactie), 3 delen, Hilversum, 1996-2000
- 1650. Bevochten eendracht, met Marijke Spies, 1999, Sdu uitgevers, Den Haag; te lezen op DBNL(KB)
- Historische Atlas van Zutphen, uitgeverij Vantilt, 2011
- De mist van de geschiedenis. Over herinneren, vergeten en het historisch geheugen van de samenleving, Nijmegen, 2011, ISBN 978-946-004-072-6
- De vergeten Republiek: Zutphen en de Nieuwe Wereld in de zeventiende eeuw, Amsterdam, Uitgeverij Boom, 2021, ISBN 9789024437177.